# Motýlice lesklá
Motýlice lesklá (Calopteryx splendens) je vážka z podřádu motýlic (Zygoptera).

## Popis

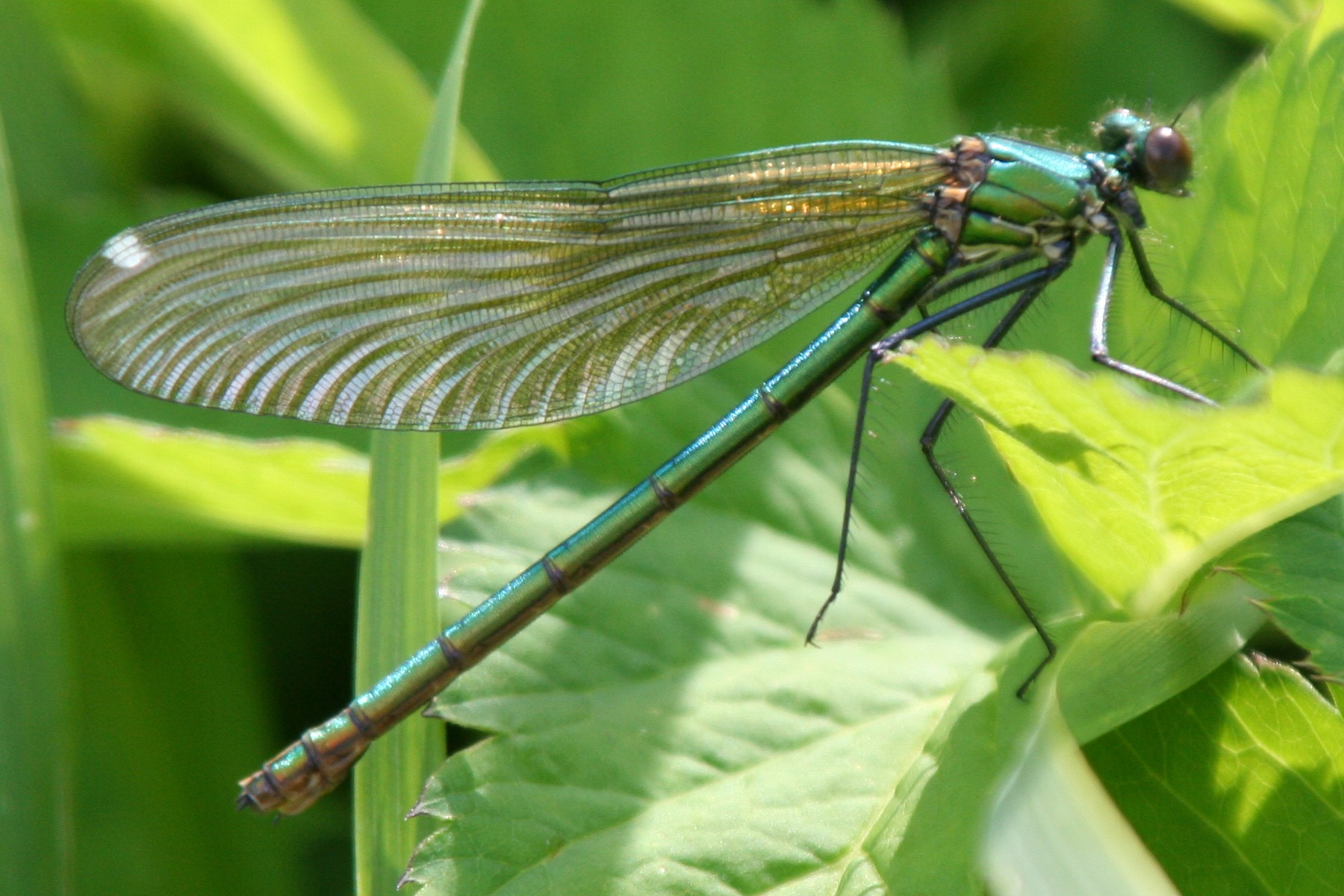
motýlice lesklá – samička

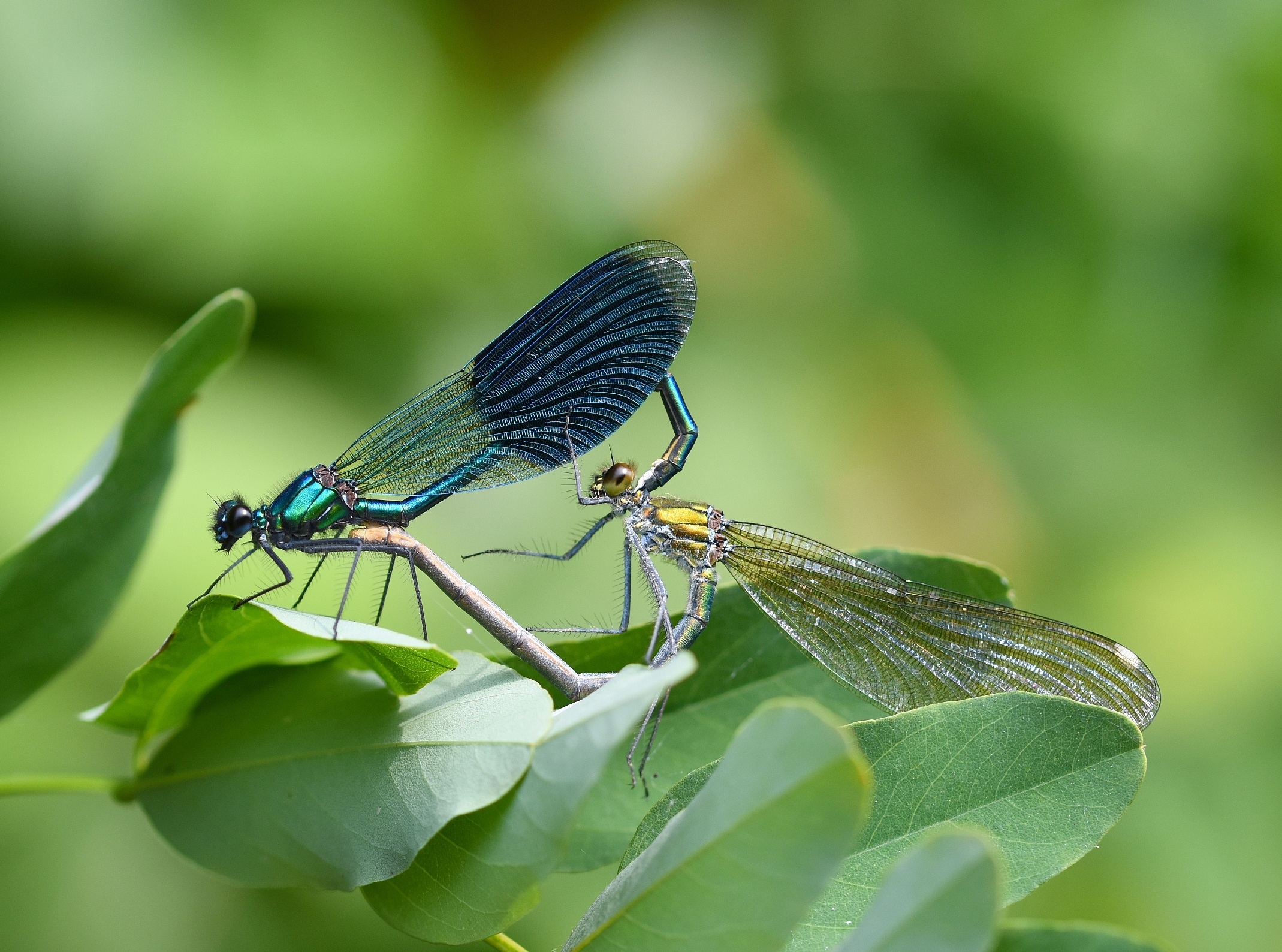
Páření motýlic

Má modrozelené, kovově lesklé štíhlé tělo. U samečka je nápadná modrozelená nebo modrá velká skvrna na nazelenalých průhledných křídlech. Hlava je široká a oči jsou umístěny na boku hlavy daleko od sebe.
Dorůstá délky 48 až 50 mm, rozpětí křídel činí 60 až 70 mm. S oblibou vyhledávají slunná stanoviště v okolí vodních ploch a říček s dostatkem rákosin a dalších břehových porostů. Občas ji lze spatřit i na lesních světlinách a podél lesních cest i v poměrně velkých vzdálenostech od nejbližší vody.

### Křídla
U samičky jsou křídla hnědavě průhledná bez skvrny. Křídla mají velmi hustou žilnatinu. V klidu je motýlice skládá mimo tělo.

## Výskyt
Vyskytuje se v blízkosti čistých proudících vod s vysokým obsahem kyslíku. V Česku je to hojný druh vážky u tekoucích vod. Létá od května do září.

## Ekologie
Tento druh je vážně ohrožen vinou znečištění vody. Samci si své revíry stále znovu ohraničují bzučivým letem. Pokud do revíru vnikne cizí motýlice, neváhají a napadnou ji.